# Doug Livingstone
Doug Livingstone (Alexandria, 25 febbraio 1898 – Marlow, 15 gennaio 1981) è stato un allenatore di calcio e calciatore scozzese, di ruolo difensore.

## Carriera
Come allenatore guidò il Belgio nel corso dei mondiali del 1954 e vinse una FA Cup nel 1955 con il Newcastle.

## Palmarès

### Giocatore

#### Competizioni nazionali
- Campionato scozzese: 1

Celtic: 1918-1919

#### Competizioni regionali
- Aberdeenshire Cup: 3

Aberdeen: 1927-1928, 1928-1929, 1929-1930

### Allenatore

#### Competizioni nazionali
- Coppa d'Inghilterra: 1

Newcastle: 1954-1955